# اسپرس تیزبال
اسپرس تیزبال (نام علمی: Onobrychis oxyptera) نام یک گونه از سرده اسپرس است.